# クルト・ジーヴェルト
クルト・ジーヴェルト（Curt Siewert、1899年4月5日 - 1983年6月13日）は、ドイツの陸軍軍人。最終階級は陸軍中将。
帝国陸軍、ヴァイマル共和国軍、ドイツ陸軍 (国防軍)、連邦陸軍の全ての所属した古参軍人であった。

## 経歴
1916年にドイツ帝国軍に入隊。鉄十字1914年章を受賞した。第一次世界大戦末期の1918年2月には中尉に昇進している。戦後もヴァイマル共和国軍に所属し、アドルフ・ヒトラーが政権を掌握し、ドイツ再軍備宣言がなされた後の1939年4月には中佐に昇進。
第二次世界大戦時には、バルバロッサ作戦・レニングラード包囲戦・ナルヴァの戦い・バルト海攻勢と独ソ戦の主要戦役に参加。この間1941年2月に陸軍工兵隊に勤務、同年12月に大佐に昇進、1943年9月には第58歩兵師団長を務め、同年12月には少将、1944年7月には中将と順調に昇進した。同年2月にはまた、騎士鉄十字章も受賞したが、終戦時にはイギリス軍の捕虜となり、1948年に釈放された。
戦後、創設されたドイツ連邦軍には少将として参加し、第1軍団初代軍団長等を歴任、1960年に退役した。